# Temporada 1976-77 de los San Antonio Spurs
La temporada 1976-77 fue la primera de los San Antonio Spurs en la NBA, tras la fusión de la liga con la ABA, donde había jugado nueve temporadas, seis en Dallas y tres en San Antonio. La temporada regular acabó con 44 victorias y 38 derrotas, ocupando el quinto puesto de la conferencia Este, clasificándose para los playoffs, en los que cayeron en primera ronda ante Boston Celtics.

## Elecciones en elDraft
A ninguno de los equipos procedentes de la ABA les fue permitido participar en el Draft de la NBA.

## Draft de dispersión de la ABA
La ABA se fusionó con la NBA en 1976. De los equipos que quedaron en la ABA, cuatro se unieron a la NBA. Los dos equipos que se retiraron, los Kentucky Colonels y  los Spirits of St. Louis, tuvieron a sus jugadores asignados a un draft de dispersión elegibles por los equipos que sí se unieron a la liga.
| Puesto | Jugador           | Nacionalidad   | Equipo NBA        | Equipo ABA        | Precio  |
| ------ | ----------------- | -------------- | ----------------- | ----------------- | ------- |
| 10     | Louie Dampier (B) | Estados Unidos | San Antonio Spurs | Kentucky Colonels | $20,000 |

## Temporada regular
| División Central      | División Central | División Central | División Central | División Central | División Central | División Central | División Central | División Central |
| Equipo                | G                | P                | %                | PD               | Casa             | Fuera            | Div              |                  |
| --------------------- | ---------------- | ---------------- | ---------------- | ---------------- | ---------------- | ---------------- | ---------------- | ---------------- |
| y-Houston Rockets     | 49               | 33               | .598             | –                | 34–7             | 15–26            | 13–7             |                  |
| x-Washington Bullets  | 48               | 34               | .585             | 1                | 32–9             | 16–25            | 11–9             |                  |
| x-San Antonio Spurs   | 44               | 38               | .537             | 5                | 31–10            | 13–28            | 9–11             |                  |
| x-Cleveland Cavaliers | 43               | 39               | .524             | 6                | 29-12            | 14-27            | 8–12             |                  |
| New Orleans Jazz      | 35               | 47               | .427             | 14               | 26–15            | 9–32             | 10–10            |                  |
| Atlanta Hawks         | 31               | 51               | .378             | 18               | 19–22            | 12–29            | 9–11             |                  |

## Playoffs

### Primera ronda
Boston Celtics vs. San Antonio Spurs
| Fecha       | Partido                                   | Ciudad      |
| ----------- | ----------------------------------------- | ----------- |
| 12 de abril | Boston Celtics 104, San Antonio Spurs 94  | Boston      |
| 15 de abril | San Antonio Spurs 109, Boston Celtics 113 | San Antonio |
|             | Boston Celtics gana las series 2-0        |             |

## Estadísticas
| Rk | Jugador        | Edad | P  | PT | MP   | TC  | TCI  | %TC  | TL  | TLI | %TL  | RO  | RD  | RT   | AS  | RB  | TAP | BP | FP  | PTS  |
| -- | -------------- | ---- | -- | -- | ---- | --- | ---- | ---- | --- | --- | ---- | --- | --- | ---- | --- | --- | --- | -- | --- | ---- |
| 1  | Larry Kenon    | 24   | 78 |    | 37.6 | 9.1 | 18.4 | .492 | 3.8 | 4.6 | .823 | 3.6 | 7.7 | 11.3 | 2.9 | 2.1 | 0.8 |    | 2.4 | 21.9 |
| 2  | George Gervin  | 24   | 82 |    | 33.0 | 8.9 | 16.3 | .544 | 5.4 | 6.5 | .833 | 1.6 | 3.9 | 5.5  | 2.9 | 1.3 | 1.3 |    | 3.5 | 23.1 |
| 3  | Billy Paultz   | 28   | 82 |    | 32.9 | 6.4 | 13.4 | .473 | 2.9 | 3.9 | .744 | 2.3 | 6.0 | 8.4  | 2.7 | 0.7 | 2.1 |    | 3.2 | 15.6 |
| 4  | Mike Gale      | 26   | 82 |    | 31.7 | 4.3 | 9.2  | .468 | 1.7 | 2.0 | .820 | 0.7 | 2.7 | 3.3  | 5.8 | 2.3 | 0.6 |    | 2.7 | 10.3 |
| 5  | Allan Bristow  | 25   | 82 |    | 24.6 | 4.5 | 9.1  | .489 | 2.5 | 3.1 | .798 | 1.5 | 2.8 | 4.2  | 2.9 | 1.1 | 0.0 |    | 2.4 | 11.4 |
| 6  | Mark Olberding | 20   | 82 |    | 23.8 | 3.7 | 7.3  | .503 | 3.1 | 3.9 | .794 | 2.0 | 3.5 | 5.5  | 1.5 | 0.7 | 0.4 |    | 3.4 | 10.4 |
| 7  | Coby Dietrick  | 28   | 82 |    | 21.6 | 3.5 | 7.6  | .460 | 1.5 | 2.0 | .717 | 1.4 | 3.2 | 4.5  | 1.8 | 1.1 | 0.7 |    | 3.3 | 8.4  |
| 8  | Louie Dampier  | 32   | 80 |    | 20.4 | 2.9 | 6.3  | .460 | 0.8 | 1.1 | .744 | 0.3 | 0.7 | 1.0  | 2.9 | 0.6 | 0.2 |    | 1.2 | 6.6  |
| 9  | Mack Calvin    | 29   | 35 |    | 17.3 | 2.7 | 6.8  | .392 | 3.5 | 4.2 | .842 | 0.3 | 0.6 | 0.9  | 3.0 | 0.7 | 0.0 |    | 1.7 | 8.8  |
| 10 | James Silas    | 27   | 22 |    | 16.2 | 2.8 | 6.5  | .430 | 4.0 | 4.9 | .813 | 0.3 | 1.1 | 1.5  | 2.3 | 0.6 | 0.1 |    | 1.6 | 9.5  |
| 11 | Louie Nelson   | 25   | 4  |    | 14.3 | 1.8 | 3.5  | .500 | 1.0 | 1.8 | .571 | 0.5 | 1.3 | 1.8  | 0.8 | 0.5 | 0.0 |    | 2.3 | 4.5  |
| 12 | George Karl    | 25   | 29 |    | 8.7  | 0.9 | 2.5  | .342 | 1.0 | 1.4 | .690 | 0.1 | 0.4 | 0.6  | 1.6 | 0.3 | 0.0 |    | 1.2 | 2.7  |
| 13 | Henry Ward     | 25   | 27 |    | 6.3  | 1.3 | 3.3  | .378 | 0.6 | 0.6 | .882 | 0.4 | 0.9 | 1.2  | 0.2 | 0.2 | 0.2 |    | 1.1 | 3.1  |
| 14 | Mike D'Antoni  | 25   | 2  |    | 4.5  | 0.5 | 1.5  | .333 | 0.5 | 1.0 | .500 | 0.0 | 1.0 | 1.0  | 1.0 | 0.0 | 0.0 |    | 1.5 | 1.5  |

## Galardones y récords
| Jugador       | Galardón                              |
| George Gervin | 2.º Mejor quinteto de la NBA All-Star |